# Rocky Visconte
Rocky Visconte (* 22. April 1990 in Adelaide) ist ein australischer Fußballspieler.

## Karriere

### Verein
Das Fußballspielen erlernte Rocky Visconte Smith in den Mannschaften des South Australian Sports Institute und Para Hills. Bis 2010 stand er in Schottland bei Heart of Midlothian unter Vertrag. Von Februar 2010 bis April 2010 wurde er an den schottischen Verein Ayr United nach South Ayrshire ausgeliehen. Der Verein spielte in der zweiten schottischen Liga, der Scottish Championship. Im Juli 2010 ging er nach Australien. Hier unterschrieb er einen Vertrag bei Brisbane Roar. Mit dem Klub aus Brisbane spielte er in der ersten Liga, der A-League. Mit Brisbane feierte er die Saison 2010/11 und 2011/12 die australische Meisterschaft. Im Januar 2013 wechselte er nach Sydney zum Ligakonkurrenten Western Sydney Wanderers. Hier stand er bis Mitte des Jahres unter Vertrag. Im Juli 2013 zog es ihn nach Thailand. Hier unterschrieb er in Thailand einen Vertrag beim Suphanburi FC. Der Verein aus Suphanburi spielte in der ersten Liga, der Thai Premier League. Wo er seit Anfang 2014 spielt, ist unbekannt.

### Nationalmannschaft
Rocky Visconte spielte 2011 einmal in der australischen U23-Nationalmannschaft.

## Erfolge
Brisbane Roar
- A-League: 2010/11, 2011/12